# Gloeidraad

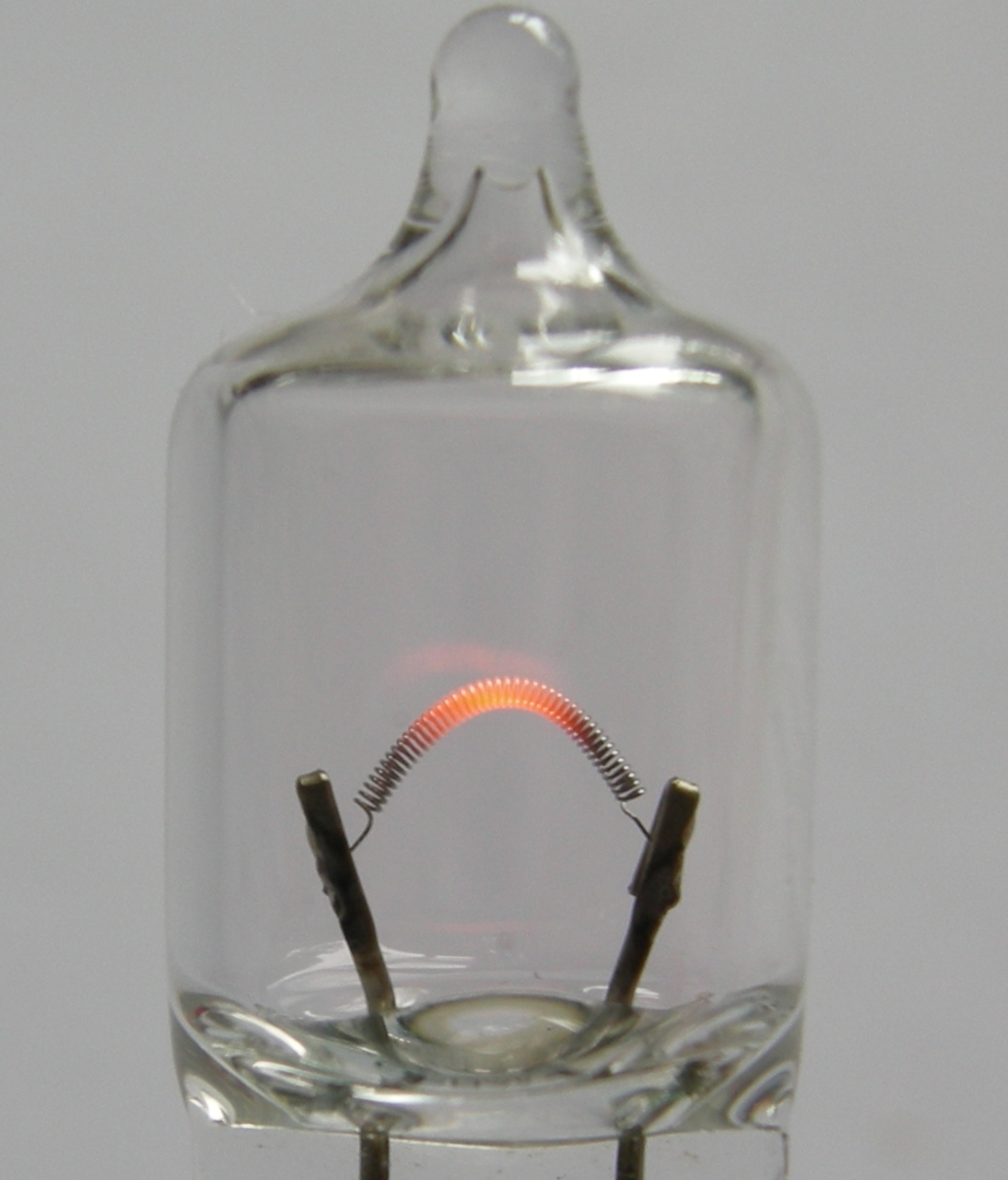
De gloeidraad van een halogeenlampje

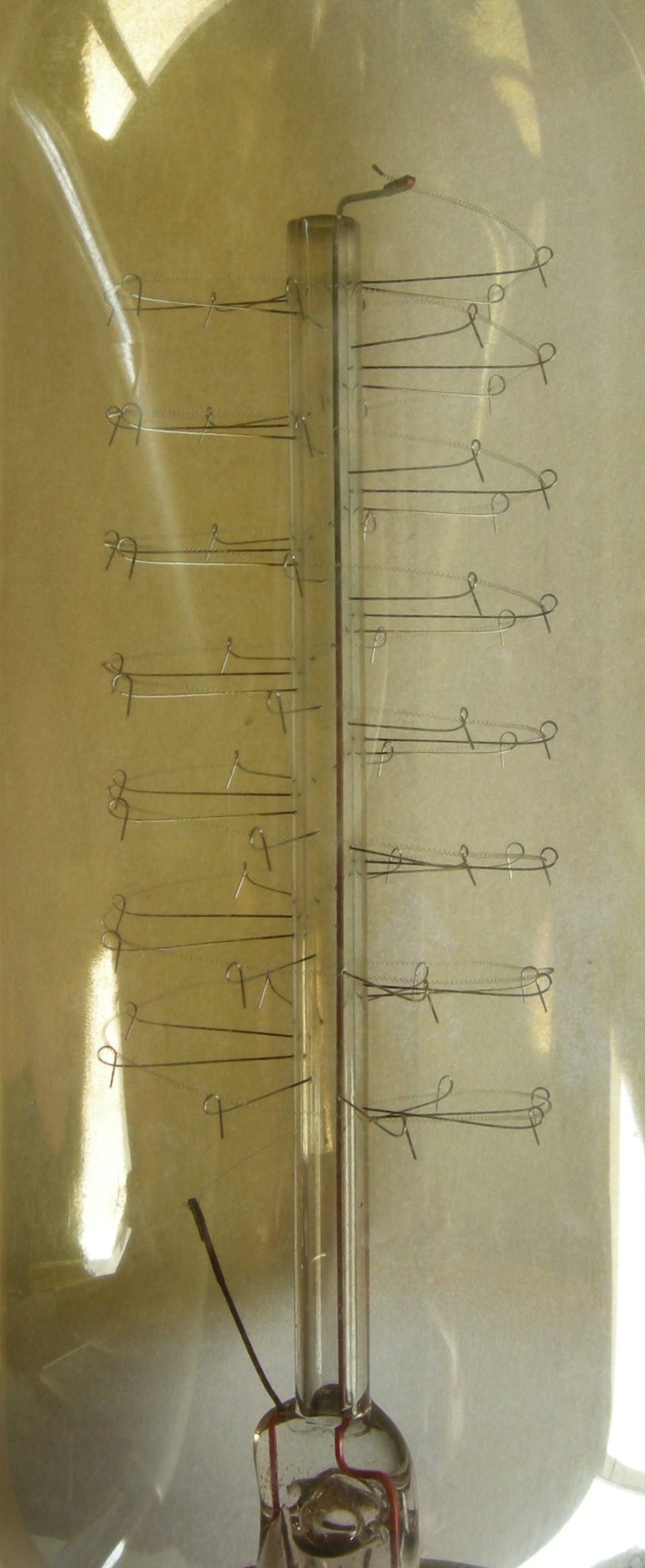
De gloeidraad van een zogenoemde kooldraadlamp

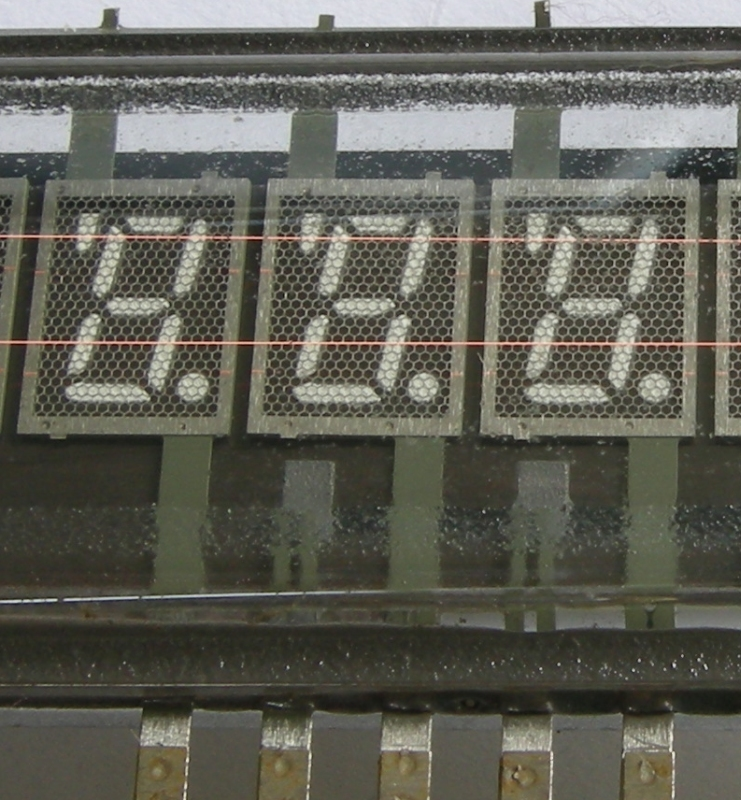
Twee gloeidraden in een fluorescentiedisplay

De gloeidraad of filament is een veelal spiraalvormige draad van een speciaal metaal (wolfraam of constantaan) dat zowel een hoog smeltpunt bezit als een wat hogere soortelijke weerstand voor elektrische stroom. Door een voldoend grote stroom door de draad te sturen zal de temperatuur van de draad zo hoog worden dat de draad gaat gloeien. De twee belangrijkste toepassingen zijn gloeilampen, waarbij de lichtopbrengst centraal staat, en verwarmingsdoeleinden.

## Toepassing als lichtbron
Al in 1909 werd in het laboratorium van General Electric in Schenectady (U.S.A.) een geheel nieuwe methode gevonden om wolfraam tot sterke dunne draden te trekken. In 1913 konden ze al met een tot schroefspiraal gewikkelde gloeidraad in een indifferente gasatmosfeer als gloeidraad worden gebruikt. 
De twee genoemde eigenschappen van wolfraam (hoog smeltpunt en hogere soortelijke weerstand), maken het mogelijk dergelijke draden door middel van voldoende stroomdoorgang zo sterk te verhitten dat zij licht gaan uitzenden. Hoe hoger de stroom, hoe heter de draad (duizenden graden Celsius) en hoe witter het licht dat wordt uitgezonden. Een dergelijke gloeidraad zou in lucht direct verbranden door de reactie met zuurstof. Daarom moet er een beschermende atmosfeer omheen gemaakt worden, waarvoor de glazen ballon zorgt. Vroeger werd deze vacuüm gepompt, tegenwoordig vult men ze met een neutraal gas, zoals stikstof, waardoor het glas een stuk dunner kon worden gemaakt. Mocht het glas van een ingeschakelde lamp breken, dan zal de gloeidraad korte tijd veel meer licht geven en doorbranden. Overigens is de gloeidraad van een brandende lamp zeer kwetsbaar. Afhankelijk van de toepassing, bijvoorbeeld voor zaklantaarns, is hier bij de constructie rekening mee gehouden.
De gloeidraad moet in elke toepassing een bepaalde weerstand hebben om bij de beoogde voedingsspanning het juiste vermogen te verbruiken. Deze weerstand is afhankelijk van de lengte van de draad. Deze lengte is door de toch nog lage soortelijke weerstand bij hogere spanningen en betrekkelijk lage vermogens onpraktisch groot. Dat wordt opgelost door de draad eerst tot een fijne spiraal op te rollen en deze nogmaals tot een veel grotere spiraal op te rollen. Dat heet een dubbelgespiraliseerde gloeidraad. In hete toestand is een dergelijke draad vrij slap, daarom worden er vaak dunne ondersteuningsdraden in de lamp aangebracht. Bij de kooldraadlamp wordt een gloeidraad met een hogere soortelijke weerstand gebruikt, zodat de lange draad oranje-geel gloeit. Deze draad moet ook ondersteund worden om in hete toestand zijn vorm te behouden. Overigens is de weerstand van een koude gloeidraad zeer laag, de inschakelstroom is zodoende hoog en vormt een flinke belasting voor de lamp. Dat verklaart waarom gedimde lampen vaak veel langer meegaan.

## Toepassing als warmtebron
Een gloeidraad wordt voor verwarming gebruikt in de elektronenbuis, de beeldbuis, de röntgenbuis en het fluorescentiedisplay. Door de hitte van de gloeidraad worden daar elektronen losgemaakt uit de kathode, die zich door het vacuüm naar de anode kunnen verplaatsen. De lichtopbrengst van dergelijke draden staat niet in dienst van de functie van het apparaat. Ook in de tl-lamp bevinden zich gloeidraden, wat goed te zien is als de buis van ouderdom niet meer 'start'.
Ook in lucht worden gloeidraden gebruikt om materialen te verwarmen. Dit direct-lucht-contactdraad is dan ook een stuk dikker en langer dan de gloeidraad van een gloeilamp en meestal van constantaan of ander weerstandsdraad. Voorbeelden van toepassingen zijn het broodrooster, de elektrische kachel, de verfbrander, de sigarettenaansteker en de haardroger. De gloeidraad in deze apparaten is vaak op een kaart of stelsel van kaarten van hittebestendig materiaal (bijvoorbeeld mica) gewikkeld. Vanzelfsprekend worden deze draden nooit heter dan "roodgloeiend".
Verwarmingselementen in een grill, oven, strijkijzer, soldeerbout, koffiezetapparaat, wasmachine, afwasmachine of een waterkoker bestaan uit een volledig in isolerend keramisch poeder gevatte gloeidraad die in een metalen buis is geperst. Hierdoor wordt de gloeidraad schokbestendig bevestigd wat voorkómt dat deze elektrische sluiting kan maken met de omgeving, met name met zijn mechanische bevestigingspunten. Deze constructie geeft het gehele element ook zijn stevigheid. Ook in deze elementen wordt de draad nooit heter dan "roodgloeiend".
Keramische verwarmingselementen in een straalkachel zijn op dezelfde manier opgebouwd, alleen is de buitenkant nu een keramische buis.

## Afbeeldingen galerij

Galerij met afbeeldingen van lampen met een gloeidraad
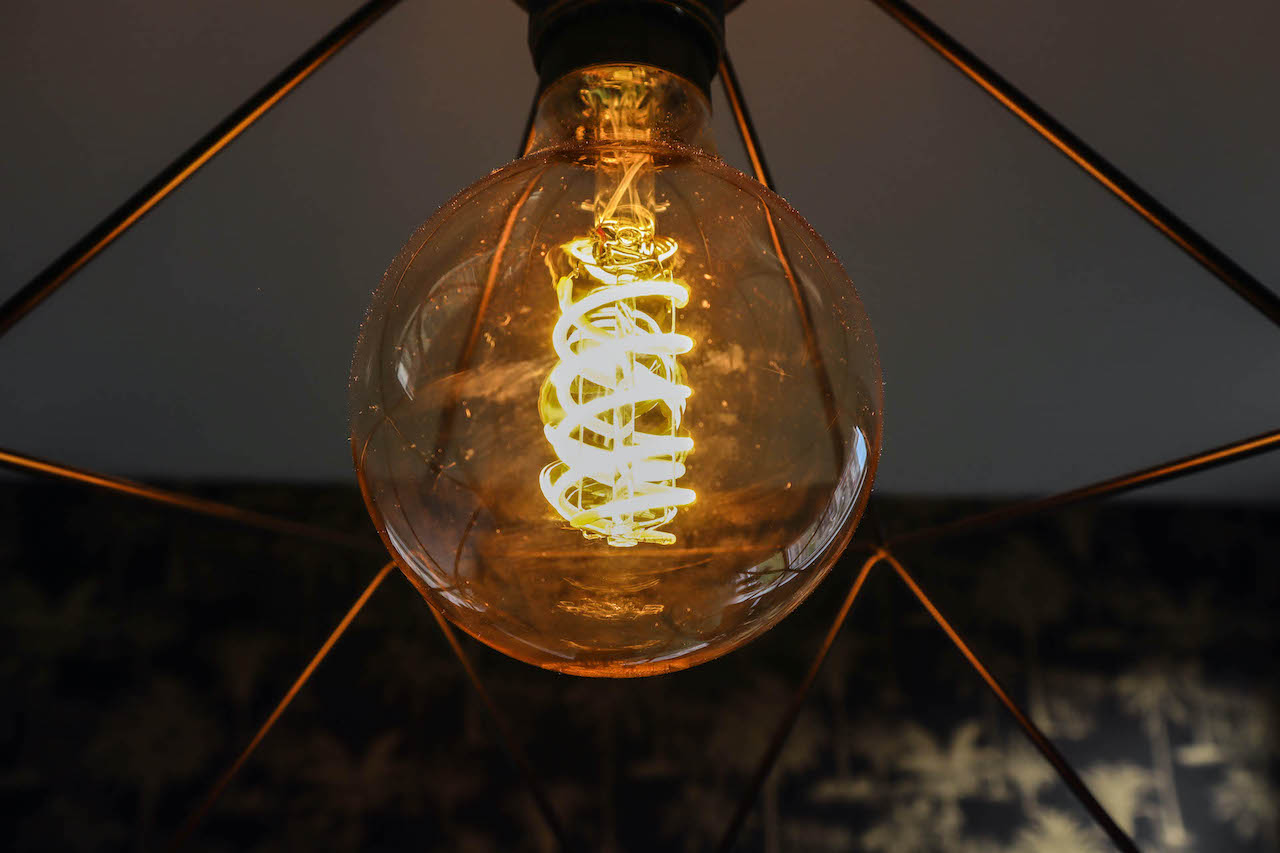
Philips hue filament - Globe lamp
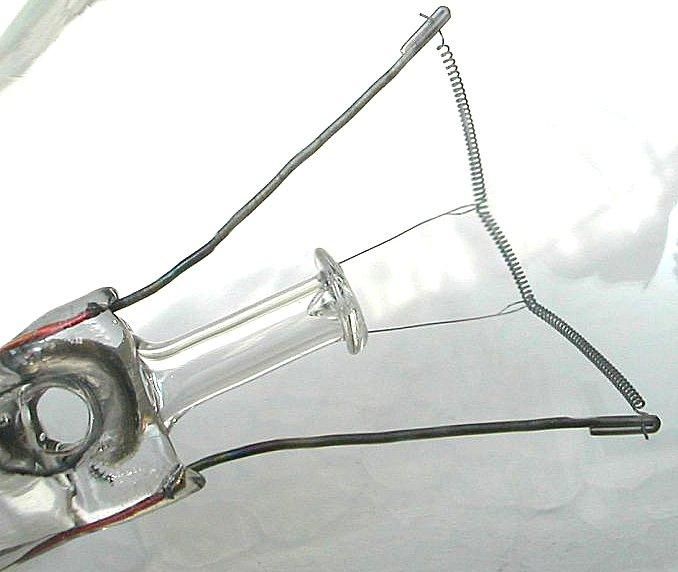
Gloeidraad in lamp met helder glas
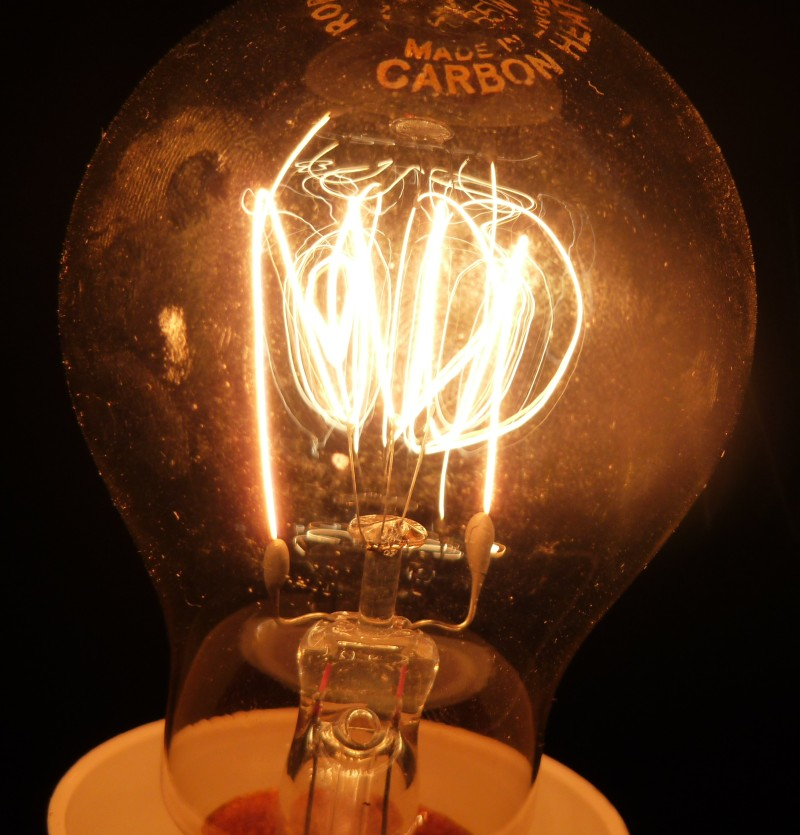
Filamentlamp
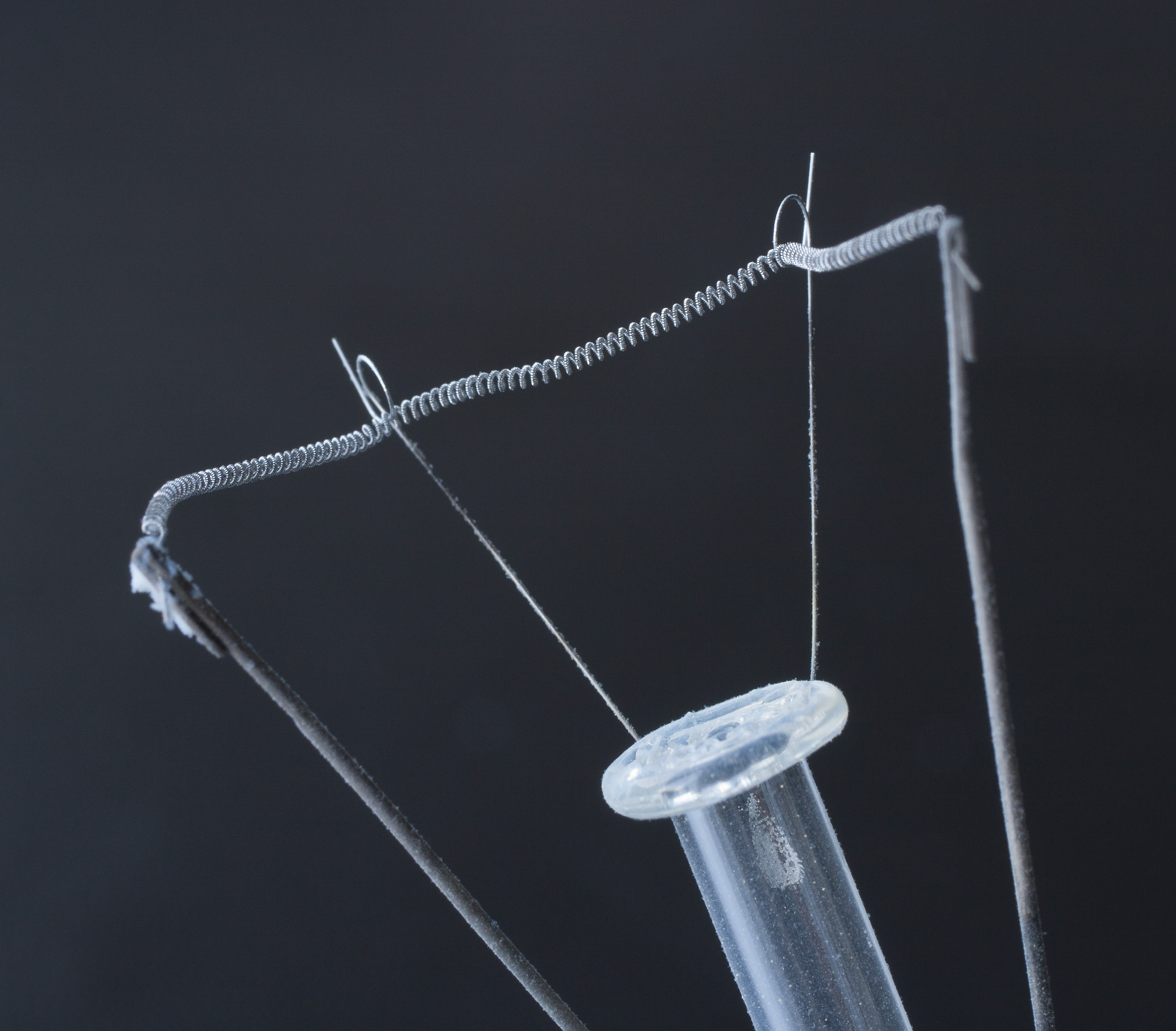
Dubbelgespiraliseerde gloeidraad van wolfraam

## Trivia
- Het doorbranden van een gloeidraad van een (fiets)lampje waarvan de ballon expres is gebroken, wordt wel gebruikt als ontsteking voor hobby-explosieven, zoals bij het carbidschieten.